# Tina Mrak
Tina Mrak (Koper, Yugoslavia, 6 de febrero de 1988) es una deportista eslovena que compite en vela en la clase 470.
Ganó una medalla de bronce en el Campeonato Mundial de 470 de 2017 y cinco medallas en el Campeonato Europeo de 470 entre los años 2012 y 2018. Participó en dos Juegos Olímpicos de Verano, en los años 2012 y 2016, ocupando el sexto lugar en Río de Janeiro 2016.

## Palmarés internacional
| \| Campeonato Mundial \| Campeonato Mundial \| Campeonato Mundial \| Campeonato Mundial \| \| Año \| Lugar \| Medalla \| Clase \| \| ------------------ \| -------------------------- \| ------------------ \| ------------------ \| \| 2017 \| Salónica (Grecia) \| Medalla de bronce \| 470 \| \| Campeonato Europeo \| \| \| \| \| Año \| Lugar \| Medalla \| Clase \| \| 2012 \| Largs (Reino Unido) \| Medalla de plata \| 470 \| \| 2014 \| Atenas (Grecia) \| Medalla de bronce \| 470 \| \| 2015 \| Aarhus (Dinamarca) \| Medalla de oro \| 470 \| \| 2016 \| Palma de Mallorca (España) \| Medalla de bronce \| 470 \| \| 2018 \| Burgas (Bulgaria) \| Medalla de oro \| 470 \| |                            |                   |       |
| Campeonato Mundial |                            |                   |       |
| Año | Lugar                      | Medalla           | Clase |
| 2017 | Salónica (Grecia)          | Medalla de bronce | 470   |
| Campeonato Europeo |                            |                   |       |
| Año | Lugar                      | Medalla           | Clase |
| 2012 | Largs (Reino Unido)        | Medalla de plata  | 470   |
| 2014 | Atenas (Grecia)            | Medalla de bronce | 470   |
| 2015 | Aarhus (Dinamarca)         | Medalla de oro    | 470   |
| 2016 | Palma de Mallorca (España) | Medalla de bronce | 470   |
| 2018 | Burgas (Bulgaria)          | Medalla de oro    | 470   |